# Бутова Кур'я
Бу́това Ку́р'я (рос. Бутова Курья) — присілок у складі Нікольського району Вологодської області, Росія. Входить до складу Краснополянського сільського поселення.

## Населення
Населення — 154 особи (2010; 183 у 2002).
Національний склад (станом на 2002 рік):
- росіяни — 98 %